# Coma (svamp)
För andra betydelser, se Coma.
Coma är ett släkte av svampar. Coma (svamp) ingår i familjen Phacidiaceae, ordningen disksvampar, klassen Leotiomycetes, divisionen sporsäcksvampar,  och riket svampar.
|      | Allantophomopsis                  |
|      |                                   |
|      | Ceuthospora                       |
|      |                                   |
|      | Phacidium                         |
|      |                                   |
| Coma | \| \| Coma circularis \| \| \| \| |
|      | \| \| Coma circularis \| \| \| \| |
|      | Lophophacidium                    |
|      |                                   |
|      | Ascocoma                          |
|      |                                   |
|      | Coma circularis                   |
|      |                                   |

|  | Coma circularis |
|  |                 |